# دوزباغ
دوزباغ (به لاتین: Düzbağ) یک منطقهٔ مسکونی در ترکیه است که در چاغلایان‌جریت واقع شده‌است. دوزباغ ۶٬۰۳۲ نفر جمعیت دارد و ۹۳۰ متر بالاتر از سطح دریا واقع شده‌است.